# St.-Nicolai-Kirche (Vechelde-Alvesse)
Die St.-Nicolai-Kirche ist eine evangelisch-lutherische Kirche in der Ortschaft Alvesse der Gemeinde Vechelde im Landkreis Peine. Die Kirche ist Pfarrkirche der Pfarrei Vallstedt-Alvesse-Wierthe.
Die Kirchengemeinde gehört zur Propstei Vechelde innerhalb der Evangelisch-lutherischen Landeskirche in Braunschweig.

## Geschichte
Alvesse war seit dem 12. Jahrhundert Pfarrdorf im Archidiakonat Denstorf und bildete bereits in dieser Zeit mit der Filialkirche in Wierthe einen Pfarrverband.
Vermutlich wurde auch der romanische Vorgängerbau der heutigen Kirche bereits im 12. Jahrhundert errichtet. Die mittelalterliche turmlose Kirche, deren Chor niedriger und schmaler war als das Kirchenschiff, wurde 1864 abgebrochen.
Der Neubau wurde im Jahr 1867 als Backsteinbau im neoromanischen Stil errichtet. Das einschiffige Langhaus vom Typ einer Saalkirche steht auf rechteckigem Grundriss. Den Ostabschluss bildet eine halbrunde Apsis. Ein Dachreiter auf dem Satteldach, bündig über der Westfassade mit achteckigem Helm, dient als Glockenstuhl.
Die erste, im 19. Jahrhundert eingesetzte, schmucklose Schlagglocke wurde 1683 in Wolfenbüttel durch den Glockengießer Heiso Meyer gegossen und 1820 von der Gießerei Johann Heinrich Wicke in Braunschweig umgegossen.
St. Nicolai in Alvesse war von 1937 bis 1959 Wirkungsstätte des evangelisch-lutherischen Theologen und Pfarrers Hans Buttler (1894–1970), einem Gegner und Opfer des NS-Regimes. Aus Anlass des siebzigjährigen Jahrestages der Verhaftung Buttlers errichtete die Kirchengemeinde im Jahr 2008 einen Gedenkstein an der Südfassade der Kirche, zur Erinnerung an den Gemeindepfarrer.